# Ivan Rassimov
Ivan Djarassimovic, lepiej znany jako Ivan Rassimov (ur. 7 maja 1938 w Trieście, zm. 14 marca 2003 w Rzymie) – włoski aktor filmowy chorwackiego pochodzenia.

## Życiorys

### Wczesne lata
Urodził się Trieście w chorwackiej rodzinie. Jego siostra bliźniaczka Rada również została aktorką. Studiował aktorstwo w Università degli Studi di Trieste. Występował w lokalnym Teatro Stabile.

### Kariera
Po odbyciu służby wojskowej we Włoszech, osiadł w Rzymie i zajął się karierą aktorską. Cykl swoich niewielkich ról zaczął od występu w komedii kryminalnej Super rozbój w Mediolanie (Super rapina a Milano, 1964) z Adriano Celentano i Claudią Mori. Potem można go było dostrzec w filmie Giulietta i duchy (Giulietta degli spiriti, 1965) Federico Felliniego, Biblia (La bibbia, 1966) Johna Hustona, pod pseudonimem „Sean Todd” we włoskich spaghetti westernach, w tym Nie czekać, Django...Strzelaj! (Non aspettare Django, spara, 1967), gdzie wystąpiła także jego siostra Rada Rassimov. Podobnie jak wcześniej Luigi Pavese, Steve Reeves i Ray Danton, zagrał rolę malezyjskiego pirata, zwanego też Tygrysem z Malezji, na podstawie popularnych powieści Emilia Salgariego w filmie Tygrysy z Mompracem (Le tigri di Mompracem, 1970).
Następnie był obsadzany we włoskich produkcjach takich jak Diabelska obsesja (L'ossessa, 1974) w roli szatana, ekranizacji powieści Jacka Londona Legenda o Wilku Morskim (Il lupo dei mari, 1975) u boku Chucka Connorsa i Barbary Bach, dramacie Zahamowanie (Inhibition, 1976) z Iloną Staller oraz miniserialu Spotkanie w Trieście (Appuntamento a Trieste, 1987) jako szef KGB.
Ze swoim silnym, świdrowatym wzrokiem i imponującym wyglądem, Rassimov był często obsadzany jako drań, od nazistowskich żołnierzy, do twardzieli i podejrzanych o morderstwo. Rassimov od czasu do czasu grywał również bohaterów pozytywnych takich jak oficer śledczy policyjnego, archeolog i nawet psychiatra w ostatnim filmie Mario Bavy Schock (1977).

### Życie prywatne
W 1987 r. Rassimov wycofał się z aktorstwa i zamieszkał w willi na północ od Rzymu ze swoją żoną Sarą Montiel i nastoletnią córką. Pracował aż do swojej śmierci jako dyrektor wwydawnictwa specjalizującego się w komiksach i powieściach. Zmarł tragicznie w wypadku motocyklowym 13 marca 2003 w Rzymie w wieku 64 lat.

## Filmografia

### Filmy fabularne
- 1964: Super rapina a Milano
- 1965: Terror w kosmosie (Terrore nello spazio) jako Carter / Dervy
- 1966: Zakochana wiedźma  (La strega in amore) jako bibliotekarz
- 1966: Prawie człowiek (Un uomo a metà)
- 1966: Biblia (The Bible: In the Beginning...) jako Dygnitarz Babilonii
- 1967: Cjamango jako Cjamango
- 1967: Non aspettare Django, spara jako Django Foster
- 1967: Soledad
- 1967: Il ragazzo che sapeva amare
- 1968: Se vuoi vivere... spara! jako Django / Johnny Dark
- 1969: Sette baschi rossi jako Alain Carrès
- 1969: Esa mujer jako Carlos Alcántara
- 1969: I vigliacchi non pregano jako Daniel
- 1970: Tygrysy z Mompracem (Le tigri di Mompracem) jako Sandokan
- 1970: Inwazja (La lunga notte dei disertori - I 7 di Marsa Matruh) jako podporucznik Crossland
- 1971: Lo strano vizio della Signora Wardh jako Jean
- 1971: La vendetta è un piatto che si serve freddo jako Perkins
- 1971: Un omicidio perfetto a termine di legge jako Burt
- 1972: Tutti i colori del buio jako Mark Cogan
- 1972: Il tuo vizio è una stanza chiusa e solo io ne ho la chiave jako Walter
- 1972: Il paese del sesso selvaggio jako John Bradley
- 1972: Un bianco vestito per Marialé jako Massimo
- 1973: Si può essere più bastardi dell'ispettore Cliff? jako inspektor Cliff
- 1974: Spasmo jako Fritz Bauman
- 1974: Diabelska obsesja (L'ossessa) jako Szatan
- 1974: Salvo D'Acquisto jako niemiecki sierżant
- 1975: Legenda o Wilku Morskim (Il lupo dei mari) jako nieżyjący Larsen
- 1976: Emanuelle na wschodzie (Emanuelle nera - Orient Reportage) jako książę Sanit
- 1976: Roma a mano armata jako Parenzo
- 1976: Zahamowanie (Inhibition) jako Peter Smart
- 1976: Quelli della calibro 38 jako Czarny Anioł
- 1977: Zapomniany świat kanibali (Mondo cannabale 2) jako Rolf
- 1977: Schock jako dr Aldo Spidini
- 1977: Emanuelle i niewolnice miłości (Emanuelle - Perché violenza alle donne?) jako dr Malcolm Robertson
- 1978: Byłem agentem C.I.A. (Sono stato un agente C.I.A.) jako Cichy
- 1979: L'umanoide jako lord Graal
- 1980: Zjedzeni żywcem (Mangiati vivi!) jako Melvyn Jonas
- 1981: I figli... so' pezzi 'e core jako Lorenzo Berisio
- 1983: Ciao nemico jako szeregowy Russ Baxter
- 1983: Korsarze z Atlantydy (I predatori di Atlantide) jako Bill Cook
- 1984: Torna
- 1985: I cinque del Condor jako Marius
- 1986: Wyliczanka (Camping del terrore) jako zastępca szeryfa Ted

### Seriale TV
- 1984: Buio nella valle
- 1987: Spotkanie w Trieście (Appuntamento a Trieste) jako szef KGB